# オールド・ハバナ
オールド・ハバナ（ハバナ旧市街、スペイン語で、La Habana Vieja）は、キューバの首都・ハバナを構成する歴史地区である。オールド・ハバナと4つの要塞（フエルサ要塞、モロ要塞、ブンタ要塞、カバーニャ要塞）は、1982年に、「ハバナ旧市街とその要塞群」の名前で、ユネスコの世界遺産に登録された。

## 歴史
オールド・ハバナは、ハバナ湾に面した地区であり、1519年、スペイン人が建設を開始した。オールド・ハバナは、新世界で産出された財宝を積んだガレオン船の旧世界へ運び出されていく港の役割を果たし、17世紀には、造船の中心地となった。
オールド・ハバナは、バロック建築と新古典主義建築によって構成され、20世紀の後半には、多くの建物が廃墟と化したが、その後、いくらかの建物には再建がなされた。オールド・ハバナには細い道路が縦横に走り、おおよそ3000の建物が存在する。オールド・ハバナは、ハバナ港からプラサ・デ・アルマスにかけて形成されていった。
オールド・ハバナは、フランスの海賊であるジャック・ド・ソーレスに焼き討ちされた経験を持つ。そのことから、スペインは、ハバナ港の要塞化に着手した。1558年、バルトロメウ・サンチェスの手によって、フエルサ要塞が建設された。

### 文化遺産

#### 4つの城塞
オールド・ハバナに残る4つの要塞は、それぞれ、フエルサ要塞（en:Castillo de la Real Fuerza）、モロ要塞（en:Morro Castle (fortress)）、プンタ要塞（en:San Salvador de la Punta Fortress）、カバーニャ要塞（en:La Cabaña）と呼ぶ。
- フエルサ要塞が1558年に建設された。建築の指揮には、バルトロメウ・サンチェスが行った。
- その後、ハバナ湾の入口を防衛する要塞であるモロ要塞が建設された。モロ要塞は、イギリスの海賊であるフランシス・ドレークの攻撃を斥ける高さ20mの城壁を誇った。
- カバーニャ要塞は、ハバナ湾の東側を防衛する要塞で、カルロス3世の命令により、1763年に建設が開始された要塞である。
- プンタ要塞は、モロ要塞の対岸にある要塞で、1590年に建設が開始された。

#### 旧市街に残る文化遺産
- ハバナ大聖堂（en:Cathedral of Havana）は、正式名称サン・クリストバル大聖堂と呼ばれるハバナを代表する大聖堂。1776年に完成し、バロック建築。高さが異なる2つの塔が特徴である。
- ガルシーア・ロルカ劇場ともよばれるハバナ大劇場（en:Great Theater of Havana）は、キューバ国立バレエ団（en:Ballet Nacional de Cuba）が活動の拠点としている劇場であり、1837年に建設されたバロック建築。
- カピトリオ（en:El Capitolio）は、1929年、アメリカ合衆国・ワシントンD.C.の連邦議会議事堂を模して作られたかつての国会議事堂である。1959年のキューバ革命まで、国会議事堂として使われた。
- かつては、大統領の邸宅として利用された建物は現在、革命博物館（en:Museum of the Revolution）として、利用されている。

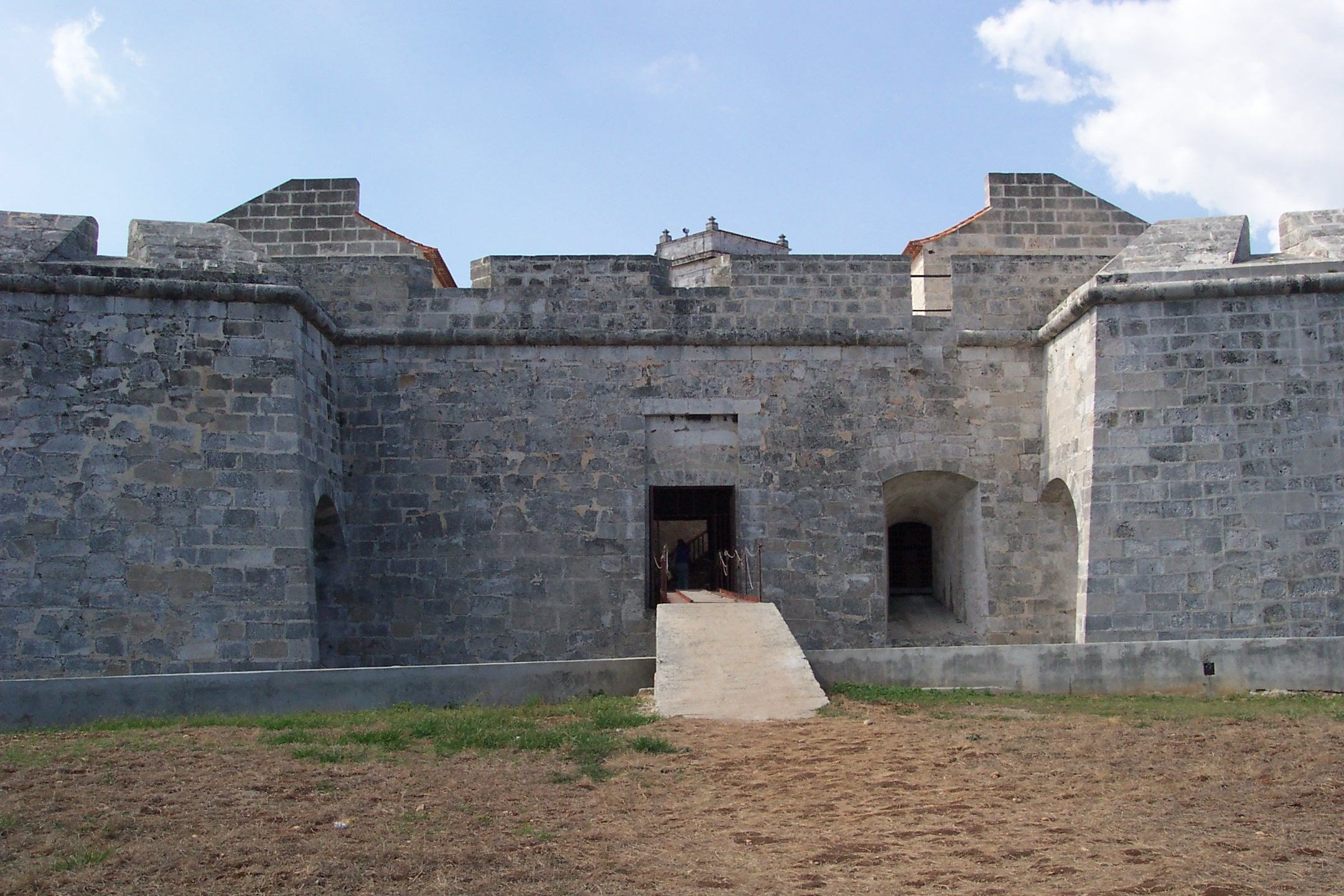
フエルサ要塞の入口
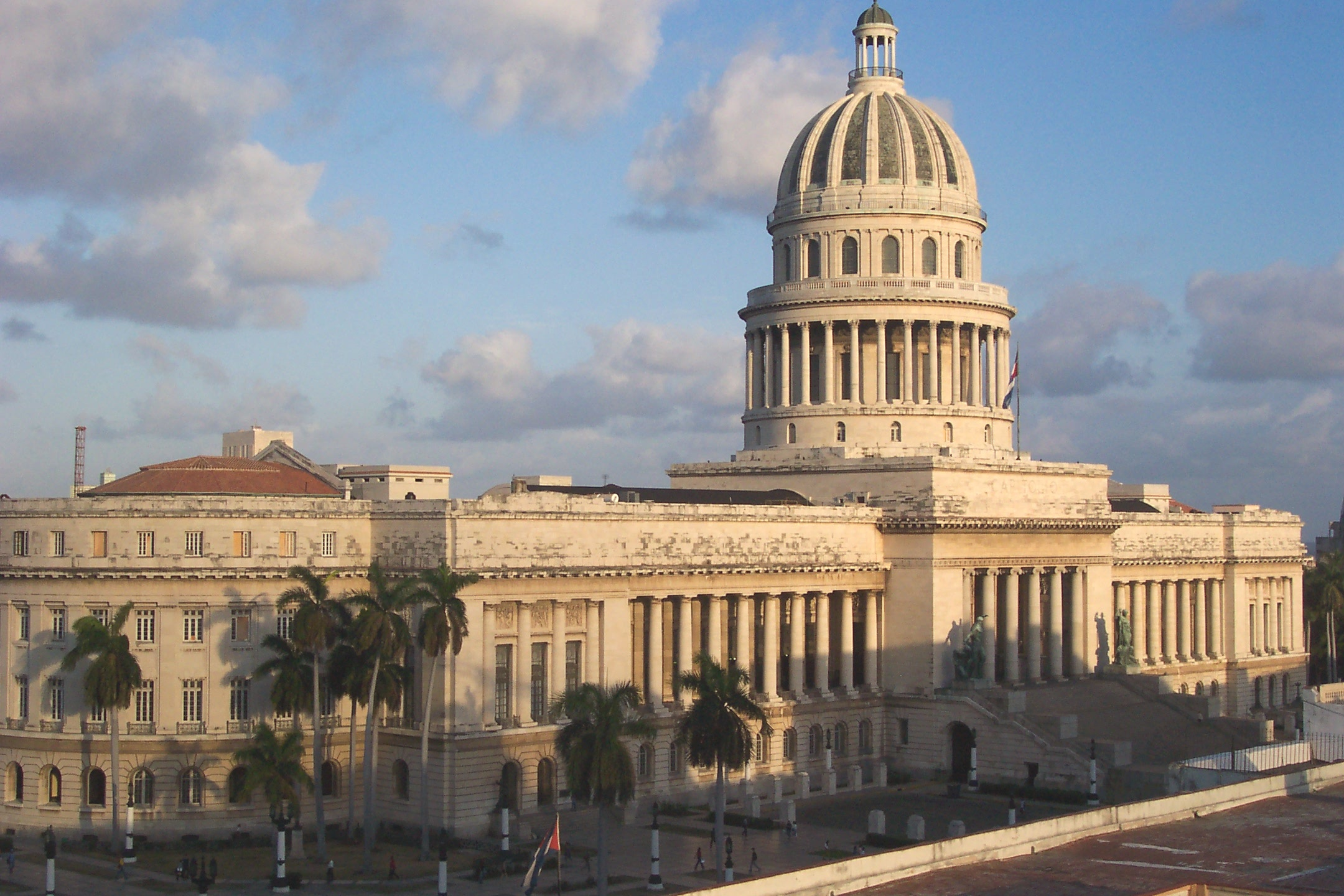
カピトリオ

## 世界遺産

### 登録基準
この世界遺産は世界遺産登録基準のうち、以下の条件を満たし、登録された（以下の基準は世界遺産センター公表の登録基準からの翻訳、引用である）。
- (4) 人類の歴史上重要な時代を例証する建築様式、建築物群、技術の集積または景観の優れた例。
- (5) ある文化（または複数の文化）を代表する伝統的集落、あるいは陸上ないし海上利用の際立った例。もしくは特に不可逆的な変化の中で存続が危ぶまれている人と環境の関わりあいの際立った例。

座標: 北緯23度08分09.4秒 西経82度21分30.0秒 / 北緯23.135944度 西経82.358333度